# Adrásteia
Adrásteia (starořecky Ἀδράστεια, iónsky Ἀδρήστεια), "nevyhnutelná"), též Adrésteia (
Ἀδρήστεια), latinsky Adrastea, Adrestea nebo Adrestia, je v řecké mytologii jméno několika postav:
- Adrásteia, nymfa která pomáhala vychovat Dia
- jiné jméno bohyně Ananké „Nutnosti“
- přízvisko bohyně Nemesis[1]
- kultovní titul Heleny Trójské v Troádě[2]
- Adreste, služebnice Heleny Trójské, její jméno je odvozeno od Adrásteia[2]